# Acte des tribunaux anglais de 1362
L'acte des tribunaux anglais de 1362 (Statute of Pleading) est un acte édicté par Édouard III ordonnant que les procès seront menés en langue anglaise et est  une reconnaissance officielle de cette langue comme langue unique des tribunaux. Il est rédigé en anglais et en français.
Le motif en était que le français était peu employé par la population :
De même, parce qu'il a été souvent montré au roi les grands dommages qui sont arrivés à plusieurs personnes du royaume parce que les lois, coutumes et statuts dudit royaume ne sont pas communément connus, parce qu'ils sont plaidés, exposés et jugés en langue française, qui est très méconnue dans le royaume, lesdits lois et coutumes seront plus vite apprises et sues et mieux comprises dans la langue utilisée dans ledit royaume. Le roi a ordonné et établi que toute plaidoirie soit plaidée, exposée, défendue et jugée en langue anglaise, et qu'elle soit enregistrée et transcrite en latin.
C'est à partir de 1386 que les registres et débats du Parlement furent rédigés en anglais.
Le français continuera d'être employé jusqu'en 1731.